# Kaarlo Bergbom
 (décembre 2023).
Si vous disposez d'ouvrages ou d'articles de référence ou si vous connaissez des sites web de qualité traitant du thème abordé ici, merci de compléter l'article en donnant les références utiles à sa vérifiabilité et en les liant à la section « Notes et références ».
Kaarlo Bergbom (2 octobre 1843 - 17 janvier 1906) fut un metteur en scène de théâtre finlandais.
Il fut le fondateur du premier théâtre en finnois appelé Théâtre national finnois puis renommé Théâtre national finlandais en 1902.
Il a promu les pièces de Gustaf von Numers.